# 飯山線
飯山線（日语：／ Iiyama sen */?）是一條連結長野縣長野市的豐野站與新潟縣長岡市的越後川口站，屬於東日本旅客鐵道（JR東日本）的鐵路線（地方交通線）。

## 概要
飯山線途經日本屈指的豪雪地區，沿線有諸多溫泉和滑雪場。雖一部被列入廢止路線的候選名單，但因於在繁忙時間錄得過每小時超過1000人次乘搭，且因冬季代替道路未修建加上考慮當地居民的便利性，以及作為1990年代至2000年代初，因為JR東日本信濃川水力發電站過量從信濃川引水作發電用途，並透過秘密修改水量計算電腦軟件程式，掩蓋過量引水導致生態破壞之事實的補償，因而得以免於廢線。
於2015年通車的北陸新幹線，在飯山設站，同時北陸新幹線在長野 - 飯山區間和信越本線及飯山線並行。北陸新幹線開業後，長野 - 豐野區間已交由早於長野新幹線通車時接辦部份信越本線的信濃鐵道營運。而飯山線則予以保留。

## 路線資料
- 管轄：東日本旅客鐵道（第一種鐵道事業者）
- 路線距離（營業距離）：96.7公里
- 軌距：1067毫米
- 站數：31個（包括起終點站）
  - 若只限屬於飯山線的車站，排除終點的越後川口站（屬於上越線[1]）則為30個。另外，起點的豐野站曾屬於信越本線[1]，但該線已經移交予信濃鐵道，JR的車站改為屬於飯山線。
- 複線路段：沒有（全線單線）
- 電氣化路段：沒有（全線非電氣化（日语：非電化））
- 閉塞方式：特殊自動閉塞式
- 保安裝置：ATS-Ps
- 最高速度：
  - 豐野站－戶狩野澤溫泉站間 85公里/小時
  - 戶狩野澤溫泉站－越後鹿渡站 65公里/小時
  - 越後鹿渡站－越後川口站間 85公里/小時
- 運轉指令所（日语：運転指令所）：長野綜合指令室（CTC）

豐野站－森宮野原站間由長野支社管轄，足瀧站－越後川口站間由新潟支社管轄。支社邊界標誌設於森宮野原站－足瀧站間的長野、新潟兩縣界附近。

## 車站列表
為方便起見，由豐野側所有列車直通的信濃鐵道長野站起的路段開始記載。
- 所有定期列車普通列車（停靠所有車站）
- 臨時快速「OYKOT」 … 參見「OYKOT#停靠站」
- 軌道 … ∥：複線，∨：此起往下為單線，◇、｜：單線（◇可進行列車交會）

| 營運公司       | 路線名稱 | 中文站名     | 日文站名 | 英文站名 | 站間營業距離 | 豐野起計的營業距離 | 接續路線                                                                                     | 軌道 | 所在地 | 所在地          |
| -------------- | -------- | ------------ | -------- | -------- | ------------ | ------------------ | -------------------------------------------------------------------------------------------- | ---- | ------ | --------------- |
| 信濃鐵道       | 北信濃線 | 長野         |          |          | -            | 10.8               | 東日本旅客鐵道：北陸新幹線、■信越本線（直通■篠之井線直通、直通■信濃鐵道線） 長野電鐵：長野線 | ∥    | 長野縣 | 長野市          |
| 信濃鐵道       | 北信濃線 | 北長野       |          |          | 3.9          | 6.9                |                                                                                              | ∨    | 長野縣 | 長野市          |
| 信濃鐵道       | 北信濃線 | 三才         |          |          | 2.9          | 4.0                |                                                                                              | ◇    | 長野縣 | 長野市          |
| 信濃鐵道       | 北信濃線 | 豐野         |          |          | 4.0          | 0.0                | 信濃鐵道：■北信濃線（妙高高原、直江津方向）                                                  | ◇    | 長野縣 | 長野市          |
| 東日本旅客鐵道 | 飯山線   | 豐野         |          |          | 4.0          | 0.0                | 信濃鐵道：■北信濃線（妙高高原、直江津方向）                                                  | ◇    | 長野縣 | 長野市          |
| 東日本旅客鐵道 | 飯山線   | 信濃淺野     |          |          | 2.2          | 2.2                |                                                                                              | ｜   | 長野縣 | 長野市          |
| 東日本旅客鐵道 | 飯山線   | 立花         |          |          | 1.7          | 3.9                |                                                                                              | ｜   | 長野縣 | 長野市          |
| 東日本旅客鐵道 | 飯山線   | 上今井       |          |          | 3.0          | 6.9                |                                                                                              | ｜   | 長野縣 | 中野市          |
| 東日本旅客鐵道 | 飯山線   | 替佐         |          |          | 1.9          | 8.8                |                                                                                              | ◇    | 長野縣 | 中野市          |
| 東日本旅客鐵道 | 飯山線   | 蓮           |          |          | 5.8          | 14.6               |                                                                                              | ｜   | 長野縣 | 飯山市          |
| 東日本旅客鐵道 | 飯山線   | 飯山         |          |          | 4.6          | 19.2               | 東日本旅客鐵道：北陸新幹線                                                                   | ◇    | 長野縣 | 飯山市          |
| 東日本旅客鐵道 | 飯山線   | 北飯山       |          |          | 1.3          | 20.5               |                                                                                              | ｜   | 長野縣 | 飯山市          |
| 東日本旅客鐵道 | 飯山線   | 信濃平       |          |          | 3.3          | 23.8               |                                                                                              | ｜   | 長野縣 | 飯山市          |
| 東日本旅客鐵道 | 飯山線   | 戶狩野澤溫泉 |          |          | 3.7          | 27.5               |                                                                                              | ◇    | 長野縣 | 飯山市          |
| 東日本旅客鐵道 | 飯山線   | 上境         |          |          | 3.6          | 31.1               |                                                                                              | ｜   | 長野縣 | 飯山市          |
| 東日本旅客鐵道 | 飯山線   | 上桑名川     |          |          | 4.3          | 35.4               |                                                                                              | ｜   | 長野縣 | 飯山市          |
| 東日本旅客鐵道 | 飯山線   | 桑名川       |          |          | 2.2          | 37.6               |                                                                                              | ◇    | 長野縣 | 飯山市          |
| 東日本旅客鐵道 | 飯山線   | 西大瀧       |          |          | 2.1          | 39.7               |                                                                                              | ｜   | 長野縣 | 飯山市          |
| 東日本旅客鐵道 | 飯山線   | 信濃白鳥     |          |          | 2.1          | 41.8               |                                                                                              | ｜   | 長野縣 | 下水內郡 榮村   |
| 東日本旅客鐵道 | 飯山線   | 平瀧         |          |          | 2.9          | 44.7               |                                                                                              | ｜   | 長野縣 | 下水內郡 榮村   |
| 東日本旅客鐵道 | 飯山線   | 橫倉         |          |          | 1.9          | 46.6               |                                                                                              | ｜   | 長野縣 | 下水內郡 榮村   |
| 東日本旅客鐵道 | 飯山線   | 森宮野原     |          |          | 3.1          | 49.7               |                                                                                              | ◇    | 長野縣 | 下水內郡 榮村   |
| 東日本旅客鐵道 | 飯山線   | 足瀧         |          |          | 2.8          | 52.5               |                                                                                              | ｜   | 新潟縣 | 中魚沼郡 津南町 |
| 東日本旅客鐵道 | 飯山線   | 越後田中     |          |          | 2.4          | 54.9               |                                                                                              | ｜   | 新潟縣 | 中魚沼郡 津南町 |
| 東日本旅客鐵道 | 飯山線   | 津南         |          |          | 3.0          | 57.9               |                                                                                              | ｜   | 新潟縣 | 中魚沼郡 津南町 |
| 東日本旅客鐵道 | 飯山線   | 越後鹿渡     |          |          | 4.2          | 62.1               |                                                                                              | ｜   | 新潟縣 | 中魚沼郡 津南町 |
| 東日本旅客鐵道 | 飯山線   | 越後田澤     |          |          | 2.4          | 64.5               |                                                                                              | ｜   | 新潟縣 | 十日町市        |
| 東日本旅客鐵道 | 飯山線   | 越後水澤     |          |          | 3.0          | 67.5               |                                                                                              | ｜   | 新潟縣 | 十日町市        |
| 東日本旅客鐵道 | 飯山線   | 土市         |          |          | 2.9          | 70.4               |                                                                                              | ｜   | 新潟縣 | 十日町市        |
| 東日本旅客鐵道 | 飯山線   | 十日町       |          |          | 4.9          | 75.3               | 北越急行：■北北線                                                                            | ◇    | 新潟縣 | 十日町市        |
| 東日本旅客鐵道 | 飯山線   | 魚沼中條     |          |          | 3.1          | 78.4               |                                                                                              | ｜   | 新潟縣 | 十日町市        |
| 東日本旅客鐵道 | 飯山線   | 下條         |          |          | 4.4          | 82.8               |                                                                                              | ｜   | 新潟縣 | 十日町市        |
| 東日本旅客鐵道 | 飯山線   | 越後岩澤     |          |          | 5.3          | 88.1               |                                                                                              | ｜   | 新潟縣 | 小千谷市        |
| 東日本旅客鐵道 | 飯山線   | 內卷         |          |          | 5.1          | 93.2               |                                                                                              | ｜   | 新潟縣 | 小千谷市        |
| 東日本旅客鐵道 | 飯山線   | 越後川口     |          |          | 3.5          | 96.7               | 東日本旅客鐵道：■上越線                                                                      | ｜   | 新潟縣 | 長岡市          |